# Mallotus chuyenii
Mallotus chuyenii är en törelväxtart som beskrevs av Thin. Mallotus chuyenii ingår i släktet Mallotus och familjen törelväxter. Inga underarter finns listade i Catalogue of Life.